# Carl-Henrik Norin
Carl-Henrik Norin, född 27 mars 1920 i Västerås, död 23 maj 1967 i Ekerö, var en svensk kapellmästare, musikarrangör, kompositör och jazzmusiker (tenorsaxofon).

## Biografi
Norin växte upp i Luleå. Han hade tenorsaxofonen som huvudinstrument, men spelade även sopran-, alt- och barytonsaxofon samt klarinett. Han var medlem i Thore Ehrlings orkester 1941–1948, och bildade sedan en egen orkester som ofta spelade på Nalen i Stockholm. Han var även medlem av den så kallade Parisorkestern 1949. Han spelade från 1956 också i Radiobandet.
Norin komponerade bland annat "Zero Zero" till filmen En nolla för mycket, men melodin är nog mera känd som signaturmelodi till Hylands hörna.
Carl-Henrik Norin är begravd på Ekerö kyrkogård.

## Diskografi
- Carl-Henrik Norin på Svensk underhållningsmusik, revyer och film 1900–1960
- Carl-Henrik Norin på Discogs

## Filmografi

### Musik (urval)
- 1945 – Det var en gång ...
- 1947 – Får jag lov, magistern!
- 1961 – Svenska Floyd
- 1962 – En nolla för mycket

### Roller
- 1943 – En melodi om våren
- 1947 – Sången om Stockholm
- 1955 – Danssalongen